# Жабувко
Жабувко (пол. Żabówko, нім. Klein Sabow) — село в Польщі, у гміні Новоґард Голеньовського повіту Західнопоморського воєводства.
Населення — 123 особи (2011).
У 1975-1998 роках село належало до Щецинського воєводства.

## Демографія
Демографічна структура станом на 31 березня 2011 року:
|          | Загалом | Допрацездатний вік | Працездатний вік | Постпрацездатний вік |
| -------- | ------- | ------------------ | ---------------- | -------------------- |
| Чоловіки | 55      | 13                 | 38               | 4                    |
| Жінки    | 68      | 13                 | 42               | 13                   |
| Разом    | 123     | 26                 | 80               | 17                   |